# Гоянинья
Гоянинья (порт. Goianinha) — муниципалитет в Бразилии, входит в штат Риу-Гранди-ду-Норти. Составная часть мезорегиона Восток штата Риу-Гранди-ду-Норти. Входит в экономико-статистический  микрорегион Литорал-Сул. Население составляет 17 783 человека на 2006 год. Занимает площадь 192,277 км². Плотность населения — 92,5 чел./км².

## История
Город основан 7 августа 1832 года.

## Статистика
- Валовой внутренний продукт на 2003 год составляет 42 122 174,00 реалов (данные: Бразильский институт географии и статистики).
- Валовой внутренний продукт на душу населения на 2003 год составляет 2376,16 реалов (данные: Бразильский институт географии и статистики).
- Индекс развития человеческого потенциала на 2000 год составляет 0,651 (данные: Программа развития ООН).